# 夜冠雉
夜冠雉（学名：Nothocrax urumutum），是鸡形目凤冠雉科的一种鸟类，属于单型的夜冠雉属（学名：Nothocrax）。

## 特征
夜冠雉体重约1700克，翼长约28.05厘米，喙宽度约10.6毫米，喙厚度约20.2毫米，嘴峰长约42.7毫米，跗蹠长约83.4毫米，尾长约22.08厘米。
夜冠雉是留鸟，栖息在森林，它们是植食性动物，主要以植物的果实为食。它们分布在委内瑞拉南部至秘鲁东北部和巴西亚马孙州西部地区。